# باووراگای
باووراگای (به لاتین: Bawragai) یک منطقهٔ مسکونی در افغانستان است که در ولایت بلخ واقع شده‌است.